# Zbigniew Karpus
Zbigniew Klemens Karpus (ur. 15 marca 1954 we Fromborku) – historyk polski, znawca stosunków Polski z jej wschodnimi sąsiadami w okresie międzywojennym, profesor Uniwersytetu Mikołaja Kopernika w Toruniu. 

## Życiorys
W 1978 ukończył studia z zakresu historii w Instytucie Historii i Archiwistyki UMK. Stopień doktora nauk humanistycznych uzyskał na UMK w 1987, tematem jego pracy byli Jeńcy i internowani rosyjscy i ukraińscy na terenie Polski w latach 1918–1924, a promotorem Mieczysław Wojciechowski. Stopień doktora habilitowanego nauk humanistycznych w zakresie historii uzyskał w 1999 roku na podstawie rozprawy Wschodni sojusznicy Polski w wojnie 1920 roku. Oddziały wojskowe ukraińskie, rosyjskie, kozackie i białoruskie w Polsce w latach 1919–1920. 
Jest autorem kilkudziesięciu artykułów dotyczących obozów jeńców i internowanych w Polsce w okresie międzywojennym, dziejów politycznej emigracji rosyjskiej, ukraińskiej w Polsce w tym okresie. Pełnił funkcję dyrektora Instytutu Stosunków Międzynarodowych Uniwersytetu Mikołaja Kopernika w Toruniu. W latach 2009–2016 był prodziekanem nowo powstałego Wydziału Politologii i Studiów Międzynarodowych Uniwersytetu Mikołaja Kopernika w Toruniu, w 2016 został dziekanem tego wydziału. W 1999 odznaczony Złotym Krzyżem Zasługi.
Jego córka Karolina jest doktorem nauk prawnych i adiunktem w Katedrze Prawa Ochrony Środowiska Wydziału Prawa i Administracji Uniwersytetu Mikołaja Kopernika w Toruniu.

## Wybrane publikacje
- PKP [Polskie Koleje Państwowe] - Zakład Taboru Toruń-Kluczyki w latach 1944-1994: parowozownia, wagonownia, lokomotywownia (1994, wspólnie z Janem Bełkotem i Waldemarem Rezmerem, ISBN 83-901357-2-8)
- Jeńcy i internowani rosyjscy i ukraińscy na terenie Polski w latach 1918-1924 (1997, ISBN 83-7174-020-4)
- Twierdza Toruń: stan w latach dwudziestych XX wieku (2001, wspólnie z Mirosławem Giętkowskim i Waldemarem Rezmerem, ISBN 83-7174-742-X)
- Красноармейцы в польском плену в 1919–1922 гг. Сборник документов и материалов ["Czerwonoarmiści w niewoli polskiej w latach 1919–1922. Zbiór dokumentów i materiałów"] (2004, wspólnie z Giennadijem Matwiejewem i Waldemarem Rezmerem[2], ISBN 5-94381-135-4)